# Beatyfikowani i kanonizowani przez Klemensa XI
Beatyfikowani i kanonizowani przez Klemensa XI – święci i błogosławieni wyniesieni na ołtarze w czasie pontyfikatu Klemensa XI.

## 1700
29 grudnia
- Bł. Jakub z Bitetto (zatwierdzenie kultu)

## 1701
- Św. Stefan z Obazine (zatwierdzenie kultu)

## 1702
- Św. Bonifacy z Lausanne

11 września
- Bł. Peregryn Laziosi (zatwierdzenie kultu)

## 1703
- Bł. Humbelina z Clairvaux (zatwierdzenie kultu)

## 1704
11 września
- Bł. Jan z Perugii (zatwierdzenie kultu)
- Bł. Piotr z Sassoferrato (zatwierdzenie kultu)

## 1705
13 grudnia
- Bł. Sancja Portugalska (zatwierdzenie kultu)
- Bł. Teresa Portugalska (zatwierdzenie kultu)

## 1712
22 maja
- Św. Andrzej Avellino
- Św. Feliks z Kantalicjo
- Św. Katarzyna de Vigri
- Św. Pius V

## 1713
- Bł. Czesław Odrowąż (zatwierdzenie kultu)

8 lipca
- Bł. Grzegorz X (zatwierdzenie kultu)

## 1716
24 maja
- Bł. Jan Franciszek Regis

## 1717
1 grudnia
- Bł. Aleksy Falconieri
- Bł. Bartłomiej Amidei
- Bł. Benedykt Antella
- Bł. Buonfiglio Monaldi

## 1720
27 stycznia
- Św. Humilitas